# Anolis barahonae
Anolis barahonae (баорукський велетенський аноліс) — вид ігуаноподібних ящірок родини анолісових (Dactyloidae). Ендемік острова Гаїті.

## Підвиди
Виділяють чотири підвиди:
- Anolis barahonae barahonae Schwartz, 1974;
- Anolis barahonae albocellatus Williams, 1962;
- Anolis barahonae ininquinatus Cullom & Schwartz, 1980;
- Anolis barahonae mulitus Cullom & Schwartz, 1980.

## Поширення і екологія
Баорукські велетенські аноліси мешкають на півострові Бараона та в горах Сьєрра-де-Баоруко на крайньому півдні острова Гаїті. Вони живуть в прибережних і галерейних лісах, трапляються на узліссях та на плантаціях. Зустрічаються на висоті до 1300 м над рівнем моря. Відкладають яйця.

## Збереження
МСОП класифікує цей вид як такий, що перебуває під загрозою зникнення. Anolis barahonae загрожує знищення природного середовища.